# Őrbottyán vasútállomás
Őrbottyán vasútállomás (korábban Őrszentmiklós-Vácbottyán) egy Pest vármegyei vasútállomás Őrbottyán településen, a MÁV üzemeltetésében. A település központjától keletre helyezkedik el, közúti megközelítését a 2103-as útból kiágazó 21 316-os számú mellékút (települési nevén Állomás utca) teszi lehetővé.

## Vasútvonalak
Az állomást az alábbi vasútvonalak érintik:
- Budapest–Vácrátót–Vác-vasútvonal

## Kapcsolódó állomások
A vasútállomáshoz az alábbi állomások vannak a legközelebb:
- Vicziántelep megállóhely (Budapest–Vácrátót–Vác-vasútvonal)
- Rudnaykert megállóhely (Budapest–Vácrátót–Vác-vasútvonal)

## Megközelítés tömegközlekedéssel
- Helyközi busz:  342

## Forgalom
| Járat | Útvonal | Gyakoriság           |
| ----- | --- | -------------------- |
| S71   | Budapest-Nyugati – Rákosrendező – Istvántelek – Rákospalota-Újpest – Rákospalota-Kertváros – Alagimajor – Fót – Fótújfalu – Fótfürdő – Csomád – Ivacs – Veresegyház – Erdőkertes – Vicziántelep – Őrbottyán – Rudnaykert – Váchartyán – Csörög – Máriaudvar – Vác-Alsóváros – Vác | Óránként             |
| G71   | Budapest-Nyugati – Rákospalota-Újpest – Fót – Fótújfalu – Ivacs – Veresegyház – Erdőkertes – Vicziántelep – Őrbottyán – Rudnaykert – Váchartyán – Vácrátót – Csörög – Máriaudvar – Vác-Alsóváros – Vác                                                                            | Csúcsidőben óránként |